# El Morro (Guayas)
El Morro ist eine Ortschaft und eine Parroquia rural („ländliches Kirchspiel“) im Kanton Guayaquil der ecuadorianischen Provinz Guayas. Die Parroquia besitzt eine Fläche von 270,1 km². Die Einwohnerzahl lag im Jahr 2010 bei 5019. Die Parroquia wurde am 9. November 1855 gegründet.

## Lage
Die Parroquia El Morro liegt im äußersten Südwesten des Kantons Guayaquil. Der Hauptort El Morro befindet sich 7 km östlich der Stadt Playas im Hinterland der Pazifikküste. Im Südosten reicht die Parroquia bis zum Ästuar des Río Guayas.
Die Parroquia El Morro grenzt im Süden an die Parroquia Posorja, im Westen an den Kanton Playas, im Norden an die Parroquia Juan Gómez Rendón sowie im Nordosten an Guayaquil.